# Vivian Schmitt
Vivian Schmitt (Bydgoszcz, 31 marzo 1978) è un'ex attrice pornografica tedesca.

## Biografia
Vivian Schmitt nasce a Bydgoszcz, uno dei due capoluoghi del Voivodato della Cuiavia-Pomerania in Polonia, ma cresce a Berlino, in Germania. Inizia la sua carriera nel mondo del porno con lo pseudonimo di Anna B. lavorando per la Magmafilm. Nel 2004 vince un Venus Award come miglior attrice esordiente. Oltre all'attività di attrice pornografica, Vivian comincia anche a posare come modella per riviste maschili quali Maxim ed erotiche come Praline. Nello stesso anno firma un contratto in esclusiva per la società di produzione Videorama. Nel 2005 e 2006 vince l'Eroticline Award come miglior attrice tedesca e nel 2007, nell'ambito della stessa manifestazione, è premiata per la miglior performance dal vivo.
Nel luglio del 2008 appare, assieme alla collega Jana Bach, nel videoclip del singolo Zeig mir Deine Karre del rapper berlinese Doa21. Nel 2009 recita nel suo primo film non pornografico, l'horror splatter Unrated: The Movie, diretto da Andreas Schnaas e Timo Rose. Il medesimo anno vince l'Erotixxx Award come miglior attrice tedesca.

## Riconoscimenti
- Venus Award 2004 – miglior attrice esordiente
- Eroticline Award 2005 – miglior attrice tedesca
- Eroticline Award 2006 – miglior attrice tedesca
- Eroticline Award 2007 – miglior live-performance
- Erotixxx Award 2009 – miglior attrice tedesca
- Venus Award 2010 – miglior attrice

## Filmografia
- Uromania 11 (2002)
- Teeny Exzesse 68 - Turbo Möschen (2002)
- Rasierte Jungfotzen (2002)
- Kelly in Ekstase (2002)
- Casa Rosso (2002)
- Versicherung pervers - Arschgeil & hemmungslos (2003)
- Qual der Wahl (2003)
- Double Parked 6: Moving Violations (2003)
- Mandy's wilde Pflaumen (2003)
- Die Post kommt! (2003)
- Tierisch heiss (2004)
- Pure Lust (2004)
- Keine Gnade! (2004)
- Vivian Schmitt - Extreme Begierde (2005)
- Unersättlich (2005)
- Gierige Lippen (2005)
- Exzessives Wochenende (2005)
- Ein Schwanz ist mir nicht genug (2005)
- Blonde Sünde (2005)
- Vivian Schmitt - Von Lust getrieben (2006)
- Vivian Schmitt Spezial 1 - Geil ohne Grenzen (2006)
- Vivian Schmitt Spezial 2 - Ekstase ohne Ende (2006)
- Vivian Schmitt - Schwanz-Fieber (2006)
- Vivian Schmitt - Feuchte Träume (2006)
- Vivian Schmitt - Eingelocht (2006)
- Heisse Ware (2006)
- Der Hacker (2006)
- Männer-Träume (2007)
- Ladies Night (2007)
- Im Haus der Lust (2007)
- 1 Nacht, 3 Nächte (2007)
- Fick-Fieber (2007)
- Jetzt wird's hart (2007)
- Fick mit mir! (2007)
- Vivian Schmitt - Extrem gefickt: 24 Stunden geil (2008)
- Die Behandlung (2008)
- Heiße Schenkel (2008)
- Der Männerstrich (2008)
- Im Rausch der Lust (2008)
- Feuchte Lippen (2008)
- Lust & Leidenschaft (2009)
- Die Rudolfs 2 - Renovierung des Betriebs (2009)
- 24 Stunden geil (2009)
- Fotzen-Dressur (2009)
- Der goldene Käfig (2009)
- 33 cm! Das Monster im Arsch (2009)
- Ekstase (2009)
- Unrated: The Movie (2009)
- Orgasmus-Fieber (2009)
- Blonde Biester (2009)
- Transen-Lust (2010)
- Lust Exzesse (2010)
- Party-Ficker (2010)
- Kleine Huren - Hart genommen (2010)